# ルンド大学植物園
ルンド大学植物園（ルンドだいがくしょくぶつえん、スウェーデン語: Botaniska trädgården, Lund ）はスウェーデンのルンド市にある植物園である。8ヘクタールの土地に7000種の植物が栽培されており、うち200種は9種の気候条件を再現している温室で栽培されている。ルンド大学が運営し、無料で公開されている。

## 歴史
1666年に創立されたルンド大学には、1690年代から植物園が存在した。ルンド公園（Lundagård）近くの、現在はルンド大学の主要な建物がある場所に設けられていたが、貧弱なものだった。1746年に、有名な建築家だったカール・ホーレマンが、オランジェリーを持つ新しい植物園の計画を作成した。同じ頃、大学の規模は大きくなり、学生数が増え、19世紀半ばに、植物園のルンド市郊外のTornalyckanの現在の場所への移転が決定された。植物学教授のヤコブ・ゲオルグ・アガードが、温室の建設などの新しい植物園の計画の責任者となった。
1913年には園内に建築家、ヴォーリン（Theodor Wåhlin）の設計による植物学博物館が建設された。植物学博物館には、リンネを教えた博物学者のキリアン・ストベーウスの収集品や、アガードやアンデシュ・ヤハン・レチウス、エリク・アカリウスらの集めた標本が収められている。藻類の標本のは10万点を越え、世界最大の海草のコレクションのひとつとなっている。

## 植物園の画像

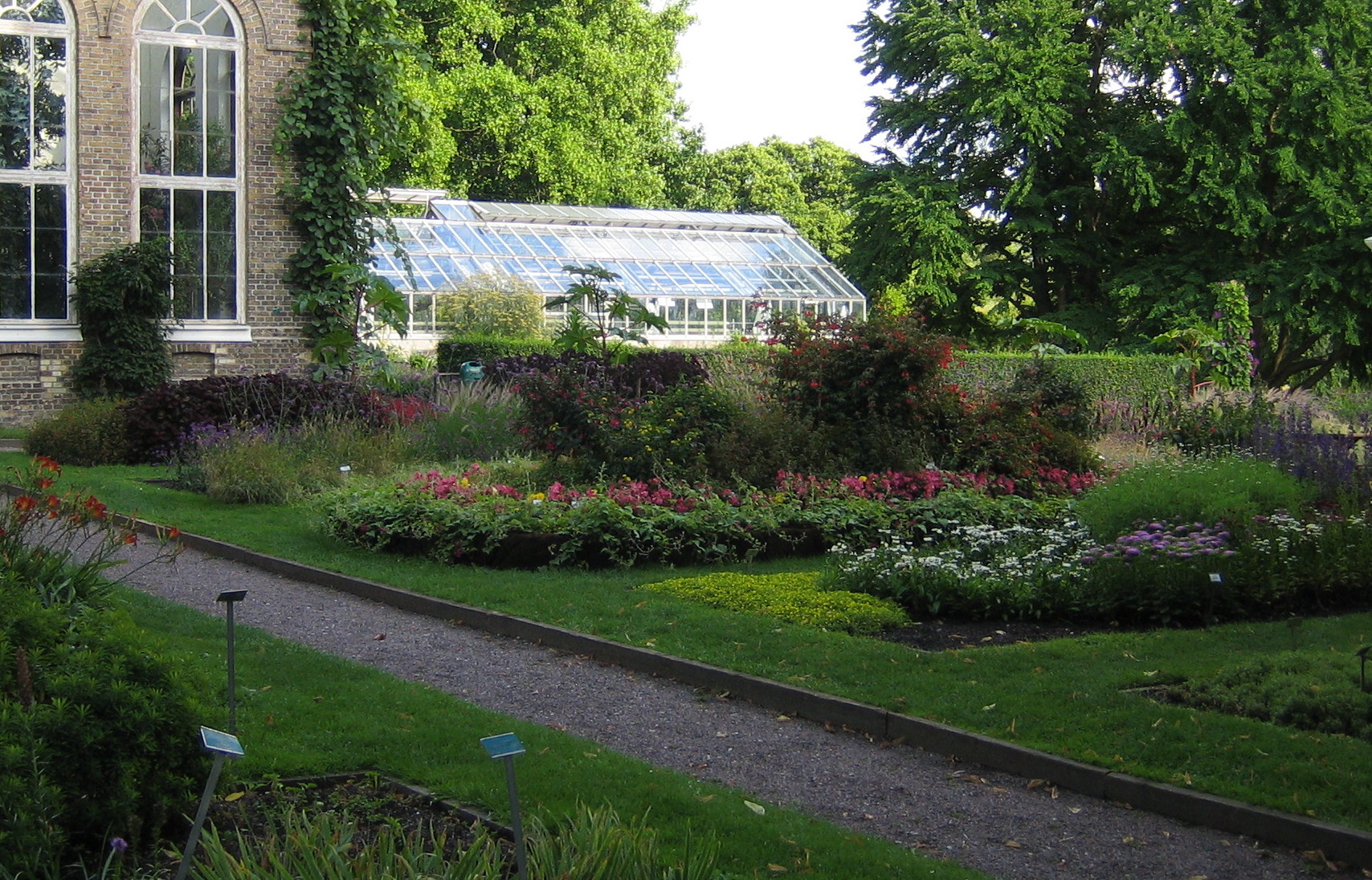
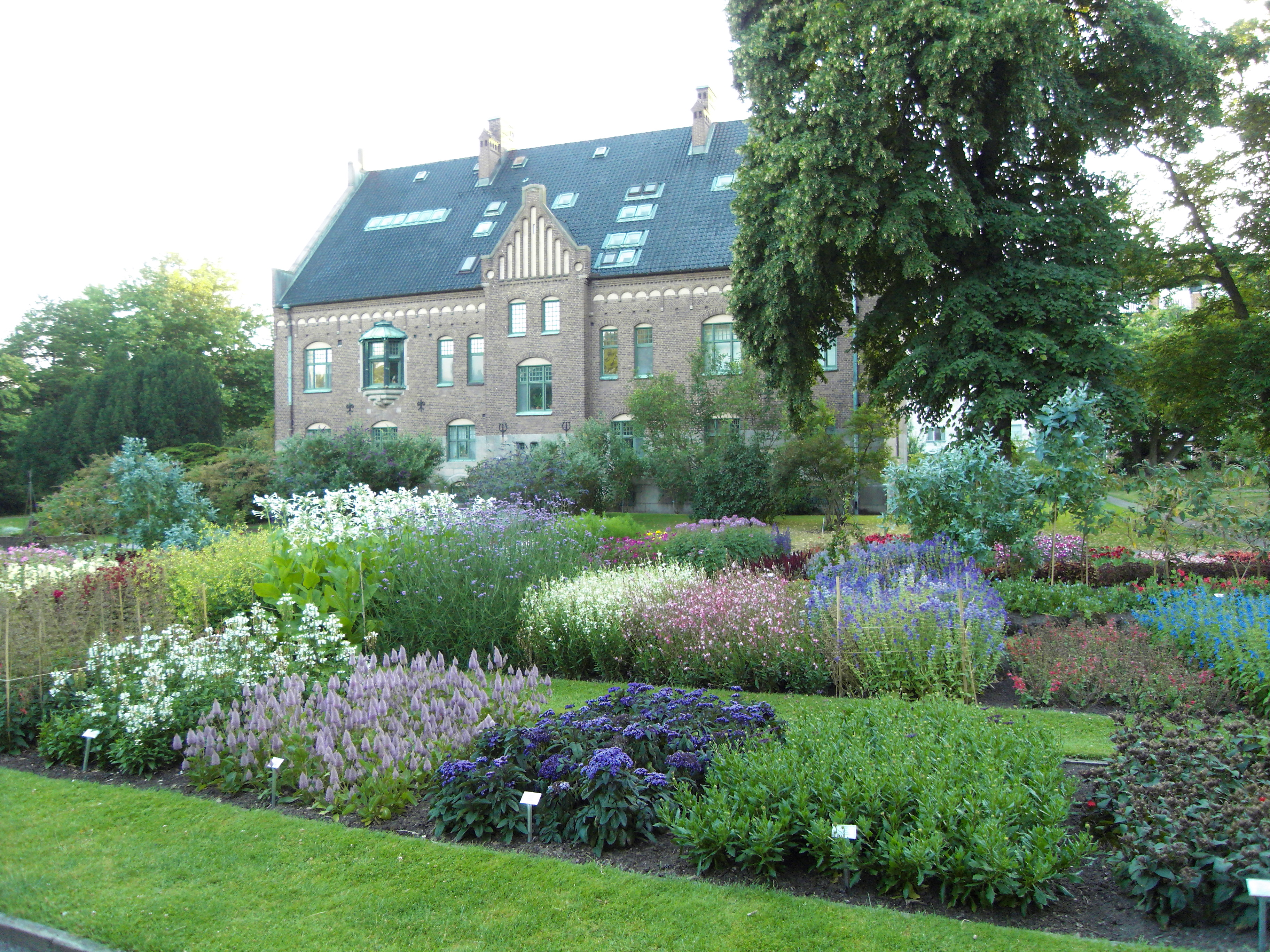
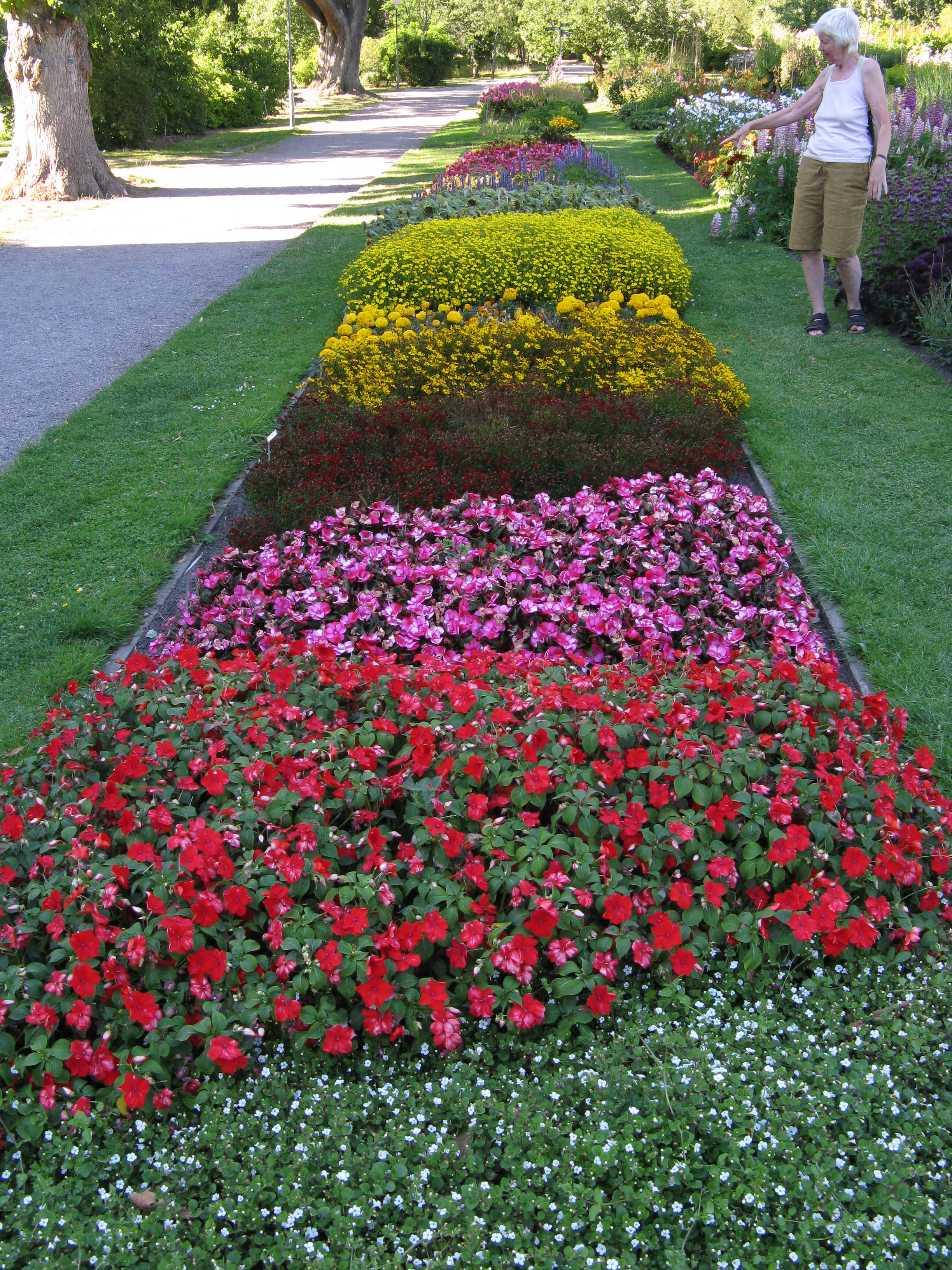
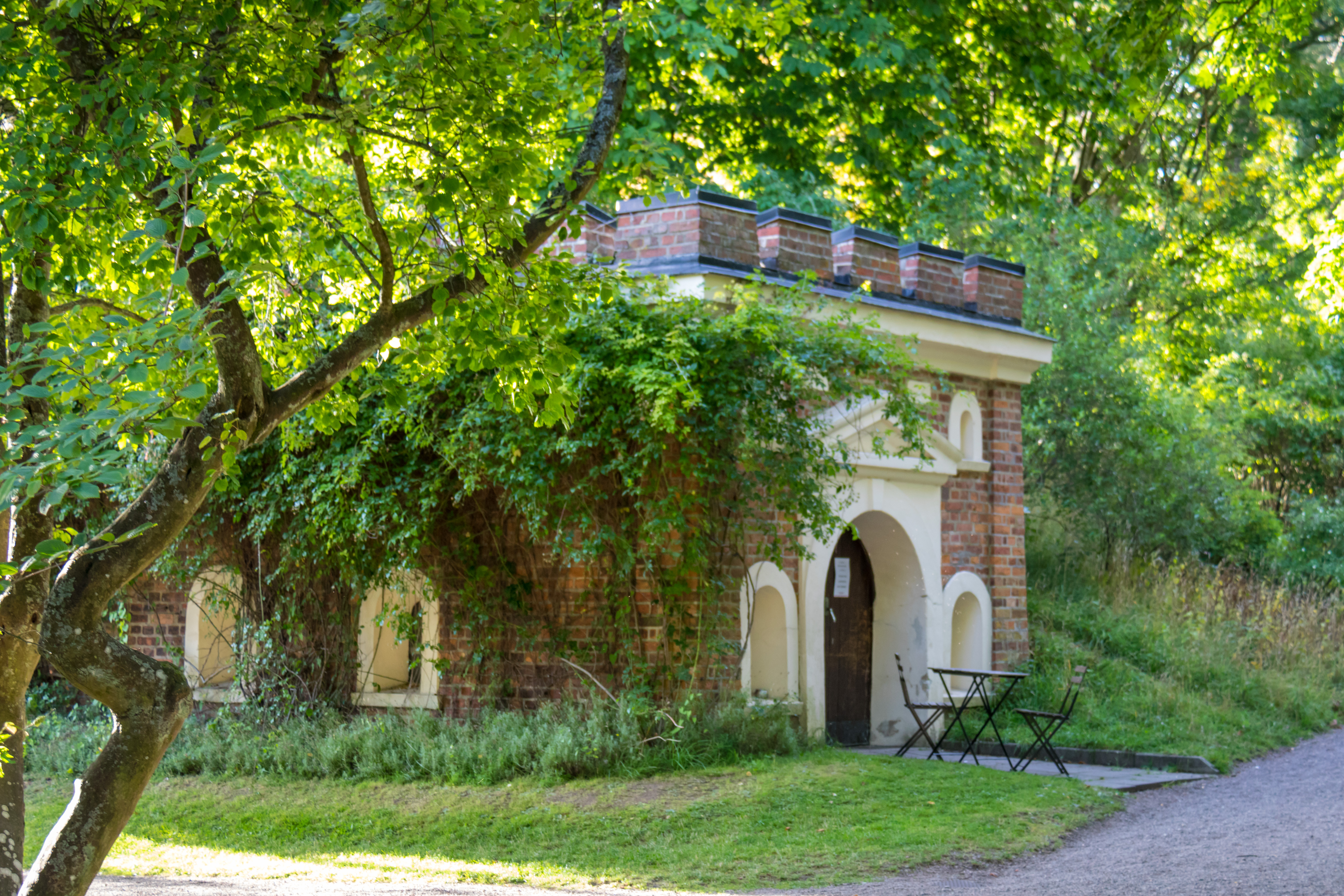